# Классификация индейцев
Приведенная здесь классификация коренных народов Америки основана на культурных ареалах Америки, а внутри культурных ареалов — на лингвистическом родстве.

## Канада и США
Приведенная в данном разделе классификация индейских народов к северу от Мексики основана на 4-томном справочнике Ф. Ходжа и 20-томном справочнике У. Стёртеванта.

### Арктика
В палеоиндейский период — комплексы Ненана и Денали на Аляске (палеоарктическая традиция). Начиная с архаического периода Арктику заселяют пришедшие с более поздней волной миграции эскимосско-алеутские народы: алеуты, инуиты (en:Inuvialuit и инупиаты) и юпики.

### Калифорния

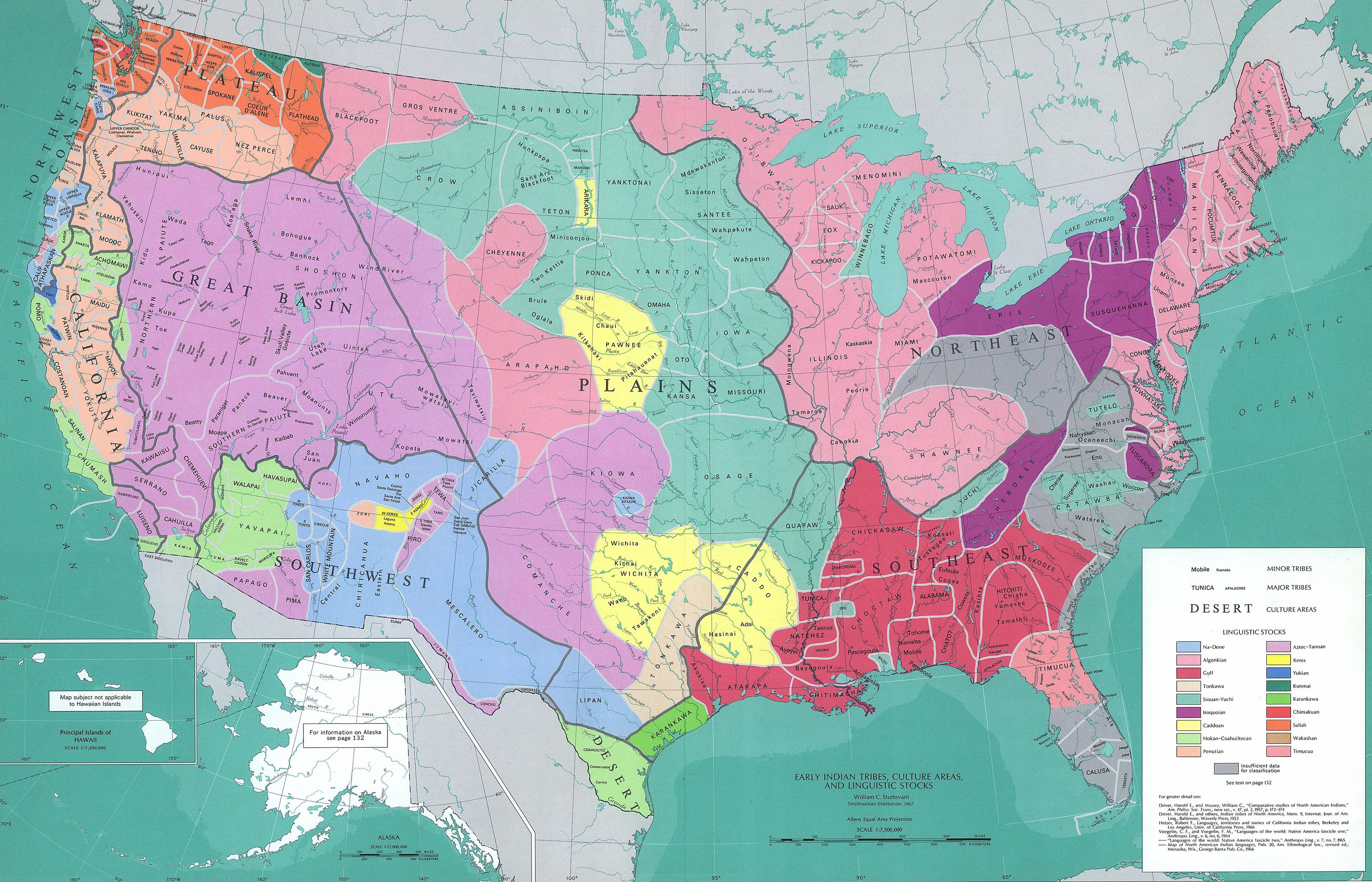
Индейские языки в США до контакта с европейцами

## Центральная АмерикаиВест-Индия

### Месоамерика
| - Майя - en:Itzá - Лакандоны - Mopan - юкатеки, или собственно майя - Ch’ol - en:Ixil - Хакальтеки - Киче - Какчикели - Кекчи — en:Kekchi - Мам — Mam - en:Poqomam - en:Tojolabales - Цоциль - Цельталь - en:Tz'utujil | - en:Nahua — науа, или собственно ацтеки - en:Cora people - Ленка - Масатеки - Миштеки - Ольмеки - Отоми - Пипили - Тараски - Тлапанеки - Xinca — Шинка - Сапотеки |

### Вест-Индия
- Араваки
  - Таино
  - Лукаяны
  - Саладоидная культура
- Карибы
- Куна
- Ортоироидная культура
- Сибонеи

## Южная Америка

### Карибский регион Южной Америки
- Араваки
  - Вайю

### Анды
- Атакаменьо
- Аймара
- Каньяри
- Чачапойя
- en:Conchucos
- Диагита
- Кечуа (империя инков)
  - en:Chankas
  - en:Wankas (Huancas)
- en:Koguis (коги - см. Тайрона)
- Моче
- en:Saraguro

### Суб-Анды
- en:Panoan
- en:Jivaroan peoples
  - Хиваро
  - en:Achuar
  - en:Huambisa
  - en:Aguaruna

### ЗападнаяАмазония
| - en:Amahuaca - en:Bora people - en:Candoshi - en:Flecheiro - en:Huaorani - en:Kanamari - en:Korubu - en:Kugapakori-Nahua - en:Kulina - en:Machiguenga - en:Marubo - en:Mashco-Piro - en:Matis | - en:Matses - en:Mayoruna - en:Sharpas - en:Shipibo - en:Tsohom Djapá - en:Ticuna - en:Tukanoan - en:Witoto - en:Yaminahua - en:Yagua - en:Yora |

### ЦентральнаяАмазония
- Kayapo
- en:Tapirape
- Тупи
- Яномами

### Восточная и ЮжнаяАмазония
- Варао
- en:Chuncho
- Ge
  - Bororo
- Тупи
- Гуарани — Парагвай

### Южный Конус
- Арауканы (мапуче)
- en:Chaná (исчез)
- en:Chandule (Chandri)
- Чарруа
- Het (Querandí) (исчез)
  - en:Chechehet
  - en:Didiuhet
  - en:Taluhet
- Чоно (исчез)
- en:Comechingon (Henia-Camiare)
- es:Huarpe (Warpes) (исчез)
- en:Mbeguá (исчез)
- en:Minuane (исчез)
- en:Puelche (Guenaken, Pampa) (исчез)
- Теуэльче
- en:Yaro (Jaro)

#### Огнеземельцы
- en:Haush (Manek’enk, Mánekenk, Aush)
- Алакалуфы (кавескар)
- Селькнамы (она)
- Яганы

## Языки
- См. Индейские языки
- Aridoamerican tribes by location Архивная копия от 14 марта 2007 на Wayback Machine
- Mesoamerican tribes by location Архивная копия от 14 февраля 2007 на Wayback Machine